# Hymenochaete luteobadia
Hymenochaete luteobadia är en svampart som först beskrevs av Elias Fries, och fick sitt nu gällande namn av Höhn. & Litsch. 1907. Hymenochaete luteobadia ingår i släktet Hymenochaete och familjen Hymenochaetaceae.   Inga underarter finns listade i Catalogue of Life.